# Маком (тауншип, Мичиган)
Маком (англ. Macomb) — тауншип в США в округе Маком штата Мичиган.
Численность населения по переписи 2020 года составляла 91 663 человека, в 2010 году — 79 580 человек. По состоянию на 2020 год, это был самый густонаселённый тауншип в штате и третий по численности населения тауншип в целом после хартийных тауншипов Клинтон и Кантон.

## История
Основатели тауншипа Маком прибыли сюда в начале XIX века в поисках ровных и плодородных сельскохозяйственных угодий, подобных тем, что располагались у реки Клинтон. Многие из этих первых поселенцев были немецкого происхождения, и немецкое влияние сохраняется и по сей день. Тауншип Маком был официально утверждён Законодательным советом 7 марта 1834 года.
В период с 2000 по 2008 год в тауншипе Маком наблюдался значительный рост, численность населения увеличилась на 48%.

## География
По данным Бюро переписи населения США, общая площадь тауншипа составляет 36,35 квадратных миль (94,15 км²), из которых 36,25 квадратных миль (93,89 км²) приходится на сушу, а 0,09 квадратных миль (0,23 км²), или 0,26%, — на воду.

## Население
| 2010   | 2020    |
| ------ | ------- |
| 79 580 | ↗91 663 |

По данным переписи населения 2010 года, в тауншипе проживало 79 580 человек и насчитывалось 27 585 домохозяйств. Плотность населения составляла 2196,8 человек на квадратную милю (848,2 человека на кв. км). Насчитывалось 27 585 единиц жилья. Расовый состав населения: 90,5% белые, 3,9% афроамериканцы, 0,2% коренные американцы, 3,1% азиаты, 0,0% жители островов Тихого океана, 0,7% представители других рас и 1,6% представители двух или более рас. Латиноамериканцы любой расы составляли 2,3% населения.